# Specie di Salix
Elenco delle Specie di Salix

## A
```
   Salix × aberrans A.Camus & E.G.Camus
   Salix abscondita Laksch.
   Salix acmophylla Boiss.
   Salix acutifolia Willd.
   Salix aegaea Cambria, C.Brullo, Giusso, Sciandr., Siracusa & Brullo
   Salix aegyptiaca L.
   Salix aeruginosa E.Carranza
   Salix alatavica Kar. ex Stschegl.
   Salix alaxensis (Andersson) Coville
   
Salix alba
 
L.

   Salix alexii-skvortzovii A.P.Khokhr.
   Salix × algista C.K.Schneid.
   Salix alpina Scop.
   Salix × altobracensis H.J.Coste
   Salix × ambigua Ehrh.
   Salix × amoena Fernald
   Salix × ampherista C.K.Schneid.
   Salix amphibola C.K.Schneid.
   Salix amplexicaulis Bory & Chaub.
   Salix amygdaloides Andersson
   Salix anatolica Ziel. & D.Tomasz.
   Salix × angusensis Rech.f.
   Salix annulifera C.Marquand & Airy Shaw
   Salix anticecrenata Kimura
   Salix apennina A.K.Skvortsov
   Salix apoda Trautv.
   Salix appendiculata Vill.
   Salix × arakiana Koidz.
   Salix arbuscula L.
   Salix arbusculoides Andersson
   Salix arbutifolia Pall.
   Salix arctica Pall.
   Salix arctophila Cockerell
   Salix × ardana Ziel. & Petrova
   Salix × argusii B.Boivin
   Salix argyracea E.L.Wolf
   Salix argyrocarpa Andersson
   Salix argyrophegga C.K.Schneid.
   Salix argyrotrichocarpa C.F.Fang
   Salix × arikae H.Ohashi & Yonek.
   Salix arizonica Dorn
   Salix armenorossica A.K.Skvortsov
   Salix arrigonii Brullo
   Salix × aschersoniana Seemen
   Salix athabascensis Raup
   Salix atopantha C.K.Schneid.
   Salix atrocinerea Brot.
   Salix × atroelaeagnos L.Serra & M.B.Crespo
   Salix aurita L.
   Salix × austriaca Host
   Salix austrotibetica N.Chao
```

## B
```
   
Salix babylonica
 
L.

   Salix baileyi C.K.Schneid.
   Salix baladehensis Maassoumi, Moeeni & Rahimin.
   Salix balansae Seemen
   Salix balfouriana C.K.Schneid.
   Salix × balfourii E.F.Linton
   Salix ballii Dorn
   Salix bangongensis Z.Wang & C.F.Fang
   Salix barclayi Andersson
   Salix barrattiana Hook.
   Salix bebbiana Sarg.
   Salix × beckiana Beck
   Salix × beckii Soó
   Salix berberifolia Pall.
   Salix × besschelii B.Boivin
   Salix bicolor Ehrh. ex Willd.
   Salix × bifida Wulfen
   Salix bikouensis Y.L.Chou
   Salix biondiana Seemen
   Salix bistyla Hand.-Mazz.
   Salix blakii Goerz
   Salix × blakolgae Drobow
   Salix blinii H.Lév.
   Salix × blyttiana Andersson
   Salix × boettcheri Seemen
   Salix bonplandiana Kunth
   Salix boothii Dorn
   Salix borealis Fr.
   Salix bouffordii A.K.Skvortsov
   Salix × boulayi F.Gérard
   Salix brachycarpa Nutt.
   Salix brachypoda (Trautv. & C.A.Mey.) Kom.
   Salix × brachypurpurea B.Boivin
   Salix breviserrata Flod.
   Salix breweri Bebb
   Salix brutia Brullo & G.Spamp.
   Salix bulkingensis Chang Y.Yang
   Salix × buseri Favrat
```

## C
```
   Salix cacuminis A.K.Skvortsov
   Salix caesia Vill.
   Salix calcicola Fernald & Wiegand
   Salix × calliantha Jos.Kern.
   Salix calostachya Andersson
   Salix calyculata Hook.f. ex Andersson
   Salix cana M.Martens & Galeotti
   Salix candida Flüggé ex Willd.
   Salix × canescens Willd.
   Salix × capnoides A.Kern. & Jos.Kern. ex Beck
   
Salix caprea
 
L.

   Salix × capreola A.Kern. ex Andersson
   Salix capusii Franch.
   Salix cardiophylla Trautv. & C.A.Mey.
   Salix carmanica Bornm.
   Salix caroliniana Michx.
   Salix cascadensis Cockerell
   Salix caspica Pall.
   Salix cathayana Diels
   Salix caucasica Andersson
   Salix cavaleriei H.Lév.
   Salix × cernua E.F.Linton
   Salix chaenomeloides Kimura
   Salix chamissonis Andersson
   Salix characta C.K.Schneid.
   Salix × charrieri Chass.
   Salix cheilophila C.K.Schneid.
   Salix chevalieri Seemen
   Salix chienii Cheng
   Salix chikungensis C.K.Schneid.
   Salix chlorolepis Fernald
   
Salix cinerea
 
L.

   Salix clathrata Hand.-Mazz.
   Salix × coerulescens Döll
   Salix coggygria Hand.-Mazz.
   Salix columbiana Argus
   Salix coluteoides Mirb.
   Salix commutata Bebb
   Salix × confinis A.Camus & E.G.Camus
   Salix × conifera Wangenh.
   Salix contortiapiculata P.I.Mao & W.Z.Li
   Salix cordata Michx.
   Salix × cottetii A.Kern.
   Salix crataegifolia Bertol.
   Salix × cremnophila Kimura
   Salix × cryptodonta Fernald
   Salix cupularis Rehder
   Salix cyanolimenaea Hance
```

## D
```
   Salix dabeshanensis B.C.Ding & T.B.Chao
   Salix daguanensis P.I.Mao & P.X.He
   Salix daliensis C.F.Fang & S.D.Zhao
   Salix daltoniana Andersson
   Salix dalungensis Z.Wang & P.Y.Fu
   Salix daphnoides Vill.
   Salix delavayana Hand.-Mazz.
   Salix delnortensis C.K.Schneid.
   Salix denticulata Andersson
   Salix × devestita Arv.-Touv.
   Salix dibapha C.K.Schneid.
   Salix × dichroa Döll
   Salix × dieckiana Suksd.
   Salix × digenea Jos.Kern.
   Salix discolor Muhl.
   Salix disperma Roxb. ex D.Don
   Salix dissa C.K.Schneid.
   Salix divaricata Pall.
   Salix divergentistyla C.F.Fang
   Salix doii Hayata
   Salix dolichostachya Flod.
   Salix donggouxianica C.F.Fang
   Salix × doniana Sm.
   Salix driophila C.K.Schneid.
   Salix drummondiana Barratt ex Hook.
   Salix dshugdshurica A.K.Skvortsov
   Salix × dutillyi Lepage
```

## E
```
   Salix eastwoodiae Cockerell ex A.Heller
   Salix elbrusensis Boiss.
   Salix eleagnos Scop.
   Salix elymaitica Maassoumi
   Salix × erdingeri A.Kern.
   Salix × eriocataphylla Kimura
   Salix × eriocataphylloides Kimura
   Salix eriocephala Michx.
   Salix erioclada H.Lév. & Vaniot
   Salix × eriophora Borbás
   Salix eriostachya Wall. ex Andersson
   Salix ernestii C.K.Schneid.
   Salix erythrocarpa Kom.
   Salix etosia C.K.Schneid.
   Salix × euerata Kimura
   Salix × euryadenia Ausserd. ex A.Kern.
   Salix euxina I.V.Belyaeva
   Salix excelsa S.G.Gmel.
   Salix exigua Nutt.
```

## F
```
   Salix famelica (C.R.Ball) Argus
   Salix fargesii Burkill
   Salix farriae C.R.Ball
   Salix faxonianoides Z.Wang & P.Y.Fu
   Salix fedtschenkoi Goerz
   Salix × felina Buser ex A.Camus & E.G.Camus
   Salix fengiana C.F.Fang & Chang Y.Yang
   Salix × finnmarchica Willd.
   Salix firouzkuhensis Maassoumi
   Salix flabellaris Andersson
   Salix floccosa Burkill
   Salix floridana Chapm.
   Salix × flueggeana Willd.
   Salix foetida Schleich. ex DC.
   Salix × forbesiana Druce
   Salix × forbyana Sm.
   Salix forrestii K.S.Hao ex C.F.Fang & A.K.Skvortsov
   
Salix × fragilis
 
L.

   Salix × friesiana Andersson
   Salix × fruticosa Döll
   Salix fruticulosa Andersson
   Salix fulvopubescens Hayata
   Salix fuscescens Andersson
   Salix futura Seemen
```

## G
```
   Salix × gaspensis C.K.Schneid.
   Salix geyeriana Andersson
   Salix gilashanica Z.Wang & P.Y.Fu
   Salix gilgiana Seemen
   Salix × gillotii A.Camus & E.G.Camus
   Salix glabra Scop.
   Salix glareorum P.I.Mao & W.Z.Li
   Salix × glatfelteri C.K.Schneid.
   Salix glauca L.
   Salix gmelinii Pall.
   Salix gonggashanica C.F.Fang & A.K.Skvortsov
   Salix gooddingii C.R.Ball
   Salix gordejevii Y.L.Chang & Skvortsov
   Salix gracilior (Siuzew) Nakai
   Salix gracilistyla Miq.
   Salix × grahamii Borrer ex Baker
   Salix × grayi C.K.Schneid.
   Salix × guinieri Chass. & Goerz
   Salix gussonei Brullo & G.Spamp.
   Salix gyamdaensis C.F.Fang
   Salix gyirongensis S.D.Zhao & C.F.Fang
```

## H
```
   Salix × hachiojiensis Yoshiyama
   Salix hainanica A.K.Skvortsov
   Salix × hankensonii Dode
   Salix haoana W.P.Fang
   Salix × hapala Kimura
   Salix hartwegii Benth.
   Salix hastata L.
   Salix × hatusimae Kimura
   Salix × hayatana Kimura
   Salix × hebecarpa (Fernald) Fernald
   Salix hegetschweileri Heer
   Salix heishuiensis N.Chao
   Salix helvetica Vill.
   Salix herbacea L.
   Salix × hermaphroditica L.
   Salix heterochroma Seemen
   Salix × heteromera Hand.-Mazz.
   Salix hexandra Ehrh.
   Salix × hiraoana Kimura
   Salix × hirsutophylla A.Camus & E.G.Camus
   Salix × hirtii Strähler
   Salix × hisauchiana Koidz.
   Salix × holosericea Willd.
   Salix hookeriana Barratt ex Hook.
   Salix × hostii A.Kern.
   Salix × hudsonensis C.K.Schneid.
   Salix hukaoana Kimura
   Salix humboldtiana Willd.
   Salix humilis Marshall
   Salix hupehensis K.S.Hao ex C.F.Fang & A.K.Skvortsov
   Salix hylonoma C.K.Schneid.
   Salix hypoleuca Seemen
```

## I
```
   Salix × ikenoana Kimura
   Salix iliensis Regel
   Salix inamoena Hand.-Mazz.
   Salix integra Thunb.
   Salix interior Rowlee
   Salix × intermedia Host
   Salix × inticensis Huter
   Salix ionica Brullo, F.Scelsi & G.Spamp.
   Salix × irreflexa Borbás
   Salix irrorata Andersson
   Salix issatissensis Maassoumi, Moeeni & Rahimin.
   Salix × iwahisana Kimura
```

## J
```
   Salix jaliscana M.E.Jones
   Salix × jamesensis Lepage
   Salix japonica Thunb.
   Salix × japopina Kimura
   Salix jejuna Fernald
   Salix jenisseensis (F.Schmidt) Flod.
   Salix jepsonii C.K.Schneid.
   Salix × jesupii Fernald
   Salix jinchuanica N.Chao
   Salix jingdongensis C.F.Fang
   Salix juparica Goerz ex Rehder & Kobuski
   Salix jurtzevii A.K.Skvortsov
```

## K
```
   Salix kalarica (A.K.Skvortsov) Vorosch.
   Salix kamanica Z.Wang & P.Y.Fu
   Salix × kamikotica Kimura
   Salix kangdingensis S.D.Zhao & C.F.Fang
   Salix kangensis Nakai
   Salix kaptarae Cambria, C.Brullo & Brullo
   Salix karelinii Turcz. ex Stschegl.
   Salix × kawamurana Kimura
   Salix kazbekensis A.K.Skvortsov
   Salix khokhriakovii A.K.Skvortsov
   Salix kikodseae Goerz
   Salix kirilowiana Stschegl.
   Salix kochiana Trautv.
   Salix koeieana A.K.Skvortsov
   Salix × koidzumii Kimura
   Salix × koiei Kimura
   Salix kongbanica Z.Wang & P.Y.Fu
   Salix koriyanagi Kimura ex Goerz
   Salix kouytchensis C.K.Schneid.
   Salix × krausei Andersson
   Salix krylovii E.L.Wolf
   Salix × kudoi Kimura
   Salix kungmuensis P.I.Mao & W.Z.Li
   Salix kusanoi (Hayata) C.K.Schneid.
   Salix kuznetzowii Laksch. ex Goerz
```

## L
```
   Salix lacus-tari Maassoumi & Kazempour
   Salix laevigata Bebb
   Salix laggeri Wimm.
   Salix lamashanensis K.S.Hao ex C.F.Fang & A.K.Skvortsov
   Salix × lambertiana Sm.
   
Salix lanata
 
L.

   Salix lanifera C.F.Fang & S.D.Zhao
   Salix lapponum L.
   Salix × laschiana Zahn
   Salix lasiandra Benth.
   Salix lasiolepis Benth.
   Salix × latifolia J.Forbes
   Salix × laurentiana Fernald
   Salix × laurina Sm.
   Salix ledebouriana Trautv.
   Salix ledermannii Seemen
   Salix × legionensis Llamas & Penas
   Salix × leiophylla A.Camus & E.G.Camus
   Salix lemmonii Bebb
   Salix × leucopithecia Kimura
   Salix × liegnitzensis A.Camus & E.G.Camus
   Salix ligulifolia (C.R.Ball) C.R.Ball ex C.K.Schneid.
   Salix limprichtii Pax & K.Hoffm.
   Salix lindleyana Wall. ex Andersson
   Salix × lintonii A.Camus & E.G.Camus
   Salix liouana C.Wang & Chang Y.Yang
   Salix × litigiosa A.Camus & E.G.Camus
   Salix × lochsiensis D.J.Tennant
   Salix longiflora Wall. ex Andersson
   Salix longissimipedicellaris N.Chao ex P.I.Mao
   Salix longistamina Z.Wang & P.Y.Fu
   Salix lucida Muhl.
   Salix luctuosa H.Lév.
   Salix × ludibunda A.Camus & E.G.Camus
   Salix × ludificans F.B.White
   Salix ludingensis T.Y.Ding & C.F.Fang
   Salix ludlowiana A.K.Skvortsov
   Salix lutea Nutt.
   Salix luzhongensis X.W.Li & Y.Q.Zhu
   Salix × lyonensis D.J.Tennant
```

## M
```
   Salix maccalliana Rowlee
   Salix macroblasta C.K.Schneid.
   Salix maerkangensis N.Chao
   Salix magnifica Hemsl.
   Salix × marchettii Merli & F.Martini
   Salix × margaretae Seemen
   Salix × margarita F.B.White
   Salix × mariana Woł.
   Salix × maritima Hartig
   Salix × matsumurae Seemen
   Salix mazzettiana N.Chao
   Salix medogensis Y.L.Chou
   Salix × meikleana D.J.Tennant
   Salix melanopsis Nutt.
   Salix metaglauca Chang Y.Yang
   Salix mexicana Seemen
   Salix michelsonii Goerz ex Nasarow
   Salix microstachya Turcz. ex Trautv.
   Salix × microstemon Kimura
   Salix mielichhoferi Saut.
   Salix minjiangensis N.Chao
   Salix miyabeana Seemen
   Salix × mollissima Hoffm. ex Elwert
   Salix monochroma C.R.Ball
   Salix × montana Host
   Salix monticola Bebb
   Salix morrisonicola Kimura
   Salix moupinensis Franch.
   Salix mucronata Thunb.
   Salix muliensis Goerz
   Salix × multinervis Döll
   Salix myricoides Muhl.
   Salix myrsinifolia Salisb.
   
Salix myrsinites
 
L.

   Salix myrtillacea Andersson
   Salix myrtillifolia Andersson
   Salix myrtilloides L.
   Salix × myrtoides Döll
```

## N
```
   Salix nakamurana Koidz.
   Salix nasarovii A.K.Skvortsov
   Salix × nasuensis Kimura
   Salix nebrodensis C.Brullo, Brullo, Cambria & Giusso
   Salix neoamnematchinensis T.Y.Ding & C.F.Fang
   Salix neolapponum Chang Y.Yang
   Salix × neuburgensis Erdner
   Salix niedzwieckii Goerz
   Salix nigra Marshall
   Salix niphoclada Rydb.
   Salix nipponica Franch. & Sav.
   Salix nivalis Hook.
   Salix × nobrei Samp. ex Cout.
   Salix × notha Andersson
   Salix nujiangensis N.Chao
   Salix nummularia Andersson
   Salix nuristanica A.K.Skvortsov
```

## O
```
   Salix obscura Andersson
   Salix × obtusata Fernald
   Salix × obtusifolia Willd.
   Salix ochetophylla Goerz
   Salix okamotoana Koidz.
   Salix × oleifolia Vill.
   Salix olgae Regel
   Salix omeiensis C.K.Schneid.
   Salix × onychiophylla Andersson
   Salix opsimantha C.K.Schneid.
   Salix oreinoma C.K.Schneid.
   Salix oreophila Hook.f. ex Andersson
   Salix orestera C.K.Schneid.
   Salix oritrepha C.K.Schneid.
   Salix oropotamica Brullo, F.Scelsi & G.Spamp.
   Salix ovalifolia Trautv.
```

## P
```
   Salix pantosericea Goerz
   Salix paradoxa Kunth
   Salix paraflabellaris S.D.Zhao
   Salix paraheterochroma Z.Wang & P.Y.Fu
   Salix paraphylicifolia Chang Y.Yang
   Salix paraplesia C.K.Schneid.
   Salix paratetradenia Z.Wang & P.Y.Fu
   Salix parvidenticulata C.F.Fang
   Salix × peasei Fernald
   Salix pedicellaris Pursh
   Salix pedicellata Desf.
   Salix × pedionoma Kimura
   Salix × pedunculata Fernald
   Salix pella C.K.Schneid.
   Salix pellita (Andersson) Bebb
   Salix × peloritana Prestandr. ex Tineo
   Salix × pendulina Wender.
   Salix pentandra L.
   Salix pentandrifolia Sennikov
   Salix × permixta Jeanne Webb
   Salix permollis C.Wang & C.Y.Yu
   Salix × perthensis Druce
   Salix petiolaris Sm.
   Salix petrophila Rydb.
   Salix × phaeophylla Andersson
   Salix phaidima C.K.Schneid.
   Salix phanera C.K.Schneid.
   Salix phlebophylla Andersson
   Salix phylicifolia L.
   Salix pierotii Miq.
   Salix pilosomicrophylla Z.Wang & P.Y.Fu
   Salix piptotricha Hand.-Mazz.
   Salix × pithoensis Rouy
   Salix planifolia Pursh
   Salix plectilis Kimura
   Salix plocotricha C.K.Schneid.
   
Salix polaris
 
Wahlenb.

   Salix × polgari Soó
   Salix polyclona C.K.Schneid.
   Salix × pormensis T.E.Díaz & Llamas
   Salix × praegaudens H.Ohashi & Yoshiyama
   Salix praticola Hand.-Mazz. ex Enander
   Salix × princeps-ourayi Kelso
   Salix prolixa Andersson
   Salix psammophila C.Wang & Chang Y.Yang
   Salix pseudocalyculata Kimura
   Salix pseudodepressa A.K.Skvortsov
   Salix × pseudodoniana Rouy
   Salix × pseudoelaeagnos T.E.Díaz & Llamas
   Salix × pseudoglauca Andersson
   Salix pseudomedemii E.L.Wolf
   Salix pseudomonticola C.R.Ball
   Salix pseudomyrsinites Andersson
   Salix × pseudopaludicola Kimura
   Salix pseudopentandra (Flod.) Flod.
   Salix pseudopermollis C.Y.Yu & Chang Y.Yang
   Salix × pseudosalvifolia T.E.Díaz & E.Puente
   Salix pseudospissa Goerz ex Rehder & Kobuski
   Salix pseudotangii C.Wang & C.Y.Yu
   Salix pseudowallichiana Goerz ex Rehder & Kobuski
   Salix pseudowolohoensis K.S.Hao ex C.F.Fang & A.K.Skvortsov
   Salix psilostigma Andersson
   Salix pulchra Cham.
   Salix × punctata Wahlenb.
   
Salix purpurea
 
L.

   Salix pycnostachya Andersson
   Salix pyrenaica Gouan
   Salix pyrifolia Andersson
   Salix pyrolifolia Ledeb.
```

## Q
```
   Salix qamdoensis N.Chao & J.Liu
   Salix qinghaiensis Y.L.Chou
   Salix qinlingica C.Wang & N.Chao
   Salix × quercifolia Sennen ex Goerz
```

## R
```
   Salix radinostachya C.K.Schneid.
   Salix raupii Argus
   Salix rectijulis Ledeb. ex Trautv.
   Salix recurvigemmata A.K.Skvortsov
   Salix rehderiana C.K.Schneid.
   Salix × reichardtii A.Kern.
   Salix reinii Franch. & Sav. ex Seemen
   Salix reinii-affinis A.E.Kozhevn. & Kozhevnikova
   Salix repens L.
   Salix reptans Rupr.
   Salix resecta Diels
   Salix resectoides Hand.-Mazz.
   Salix reticulata L.
   
Salix retusa
 
L.

   Salix × retusoides Jos.Kern.
   Salix rhamnifolia Pall.
   Salix rhododendrifolia Z.Wang & P.Y.Fu
   Salix rhododendroides C.Wang & C.Y.Yu
   Salix rhoophila C.K.Schneid.
   Salix × rijosa Rivas Mart., T.E.Díaz, Fern.Prieto, Loidi & Penas
   Salix riskindii M.C.Johnst.
   Salix rizeensis Güner & J.Ziel.
   Salix rockii Goerz ex Rehder & Kobuski
   Salix rorida Laksch.
   Salix rosmarinifolia L.
   Salix rotundifolia Trautv.
   Salix × rubella Bebb ex Rowlee & Wiegand
   Salix × rubra Huds.
   Salix × rubriformis Tourlet
   Salix × rugulosa Andersson
   Salix rupifraga Koidz.
```

## S
```
   Salix × sadleri Syme
   Salix sajanensis Nasarow
   Salix × sakaii H.Ohashi & Yonek.
   Salix × sakamakiensis Yoshiyama
   Salix salviifolia Brot.
   Salix salwinensis Hand.-Mazz. ex Enander
   Salix saposhnikovii A.K.Skvortsov
   Salix saxatilis Turcz. ex Ledeb.
   Salix × saxetana F.B.White
   Salix × schaburovii I.V.Belyaeva
   Salix × schatilowii R.I.Schröd. ex Dippel
   Salix × schatzii Sagorski
   Salix × schneideri B.Boivin
   Salix × scholzii Rouy
   Salix × schumanniana Seemen
   Salix schwerinii E.L.Wolf
   Salix sclerophylla Andersson
   Salix scouleriana Barratt ex Hook.
   Salix × scrobigera Woł.
   Salix × secerneta F.B.White
   Salix × semimyrtilloides A.Camus & E.G.Camus
   Salix × seminigricans A.Camus & E.G.Camus
   Salix × semireticulata F.B.White
   Salix × sendaica Kimura
   Salix sericea Marshall
   Salix sericocarpa Andersson
   Salix serissima (L.H.Bailey ex Arthur) Fernald
   Salix serpillifolia Scop.
   Salix × sesquitertia F.B.White
   Salix sessilifolia Nutt.
   Salix setchelliana C.R.Ball
   Salix shandanensis C.F.Fang
   Salix shangchengensis B.C.Ding & T.B.Chao
   Salix shihtsuanensis C.Wang & C.Y.Yu
   Salix shiraii Seemen
   Salix × sibyllina F.B.White
   Salix sichotensis Kharkev. & Vyschin
   Salix sieboldiana Blume
   Salix × sigemitui Kimura
   Salix sikkimensis Andersson
   Salix silesiaca Willd.
   Salix silicicola Raup
   Salix × simulatrix F.B.White
   Salix sinica (K.S.Hao ex C.F.Fang & A.K.Skvortsov) G.H.Zhu
   Salix sinopurpurea C.Wang & Chang Y.Yang
   Salix × sirakawensis Kimura
   Salix sitchensis Sanson ex Bong.
   Salix × sobrina F.B.White
   Salix × solheimii Kelso
   Salix × sonderiana Junge
   Salix songarica Andersson
   Salix spathulifolia Seemen
   Salix × speciosa Host
   Salix sphaeronymphe Goerz
   Salix sphenophylla A.K.Skvortsov
   Salix spodiophylla Hand.-Mazz.
   Salix staintoniana A.K.Skvortsov
   Salix starkeana Willd.
   Salix stolonifera Coville
   Salix stomatophora Flod.
   Salix × straehleri Seemen
   Salix × strepida J.Forbes
   Salix × subglabra A.Kern.
   Salix subopposita Miq.
   Salix × subsericea Döll
   Salix suchowensis W.C.Cheng
   Salix × sugayana Kimura
   Salix sumiyosensis Kimura
   Salix sungkianica Y.L.Chou & Skvortsov
   Salix × superata F.B.White
```

## T
```
   Salix tagawana Koidz.
   Salix taipaiensis Chang Y.Yang
   Salix taishanensis C.Wang & C.F.Fang
   Salix taiwanalpina Kimura
   Salix × tamagawaensis Yoshiyama & Yamaguchi
   Salix × tambaensis Koidz. & Araki
   Salix tangii K.S.Hao ex C.F.Fang & A.K.Skvortsov
   Salix × taoensis Goerz ex Rehder & Kobuski
   Salix taraikensis Kimura
   Salix tarbagataica Chang Y.Yang
   Salix tarraconensis Pau
   Salix taxifolia Kunth
   Salix × taylorii Rech.f.
   Salix tenella C.K.Schneid.
   Salix tengchongensis C.F.Fang
   Salix tenuijulis Ledeb.
   Salix × tetrapla Walk.
   Salix tetrasperma Roxb.
   Salix × thaymasta Kimura
   Salix thomsoniana Andersson
   Salix thorelii Dode
   Salix thurberi Rowlee
   Salix tianschanica Regel
   Salix tibetica Goerz ex Rehder & Kobuski
   Salix × tomentella A.Camus & E.G.Camus
   Salix tonkinensis Seemen
   Salix trabzonica A.K.Skvortsov
   Salix tracyi C.R.Ball
   Salix triandra L.
   Salix triandroides W.P.Fang
   Salix trichocarpa C.F.Fang
   Salix tschujensis (Bolsch.) Baikov
   Salix tschuktschorum A.K.Skvortsov
   Salix turanica Nasarow
   Salix turczaninowii (Laksch.)
   Salix × turfosa A.Camus & E.G.Camus
   Salix turnorii Raup
   Salix × turumatii Kimura
   Salix tweedyi (Bebb) C.R.Ball
   Salix tyrrellii Raup
   Salix tyrrhenica Brullo, F.Scelsi & Spamp.
```

## U
```
   Salix udensis (Wimm.) Trautv. & C.A.Mey.
   Salix × ungavensis Lepage
   Salix uralicola I.V.Belyaeva
   Salix ustnerensis (Bolsch.) Baikov ex A.V.Grebenjuk & Czepinoga
   Salix uva-ursi Pursh
```

## V
```
   Salix variegata Franch.
   Salix × velchevii Ziel. & Pancheva
   Salix × velenovskyi Servít
   Salix vestita Pursh
   
Salix viminalis
 
L.

   Salix vinogradovii A.K.Skvortsov
   Salix viridiformis Maassoumi
   Salix vulpina Andersson
   Salix vyshinii (Nedol.) Petruk
```

## W
```
   Salix × waghornei Rydb.
   Salix waldsteiniana Willd.
   Salix × wardiana Leefe ex F.B.White
   Salix weixiensis Y.L.Chou
   Salix × wiegandii Fernald
   Salix wilhelmsiana M.Bieb.
   Salix × wimmeri A.Kern.
   Salix wolfii Bebb
   Salix wolohoensis C.K.Schneid.
   Salix × woloszczakii Zalewski
   Salix woroschilovii Barkalov
   Salix × wrightii Andersson
   Salix wuxuhaiensis N.Chao
   Salix × wyomingensis Rydb.
```

## X
```
   Salix xanthicola K.I.Chr.
   Salix xiaoguangshanica Y.L.Chou & N.Chao
   Salix xizangensis Y.L.Chou
```

## Y
```
   Salix yanbianica C.F.Fang & Chang Y.Yang
   Salix yuhuangshanensis C.Wang & C.Y.Yu
   Salix yumenensis H.L.Yang
```

## Z
```
   Salix zangica N.Chao
   Salix zayunica Z.Wang & C.F.Fang
   Salix × zhataica Efimova, Shurduk & Ahti
   Salix zhegushanica N.Chao
```